# Arikdenili
Arikdenili o Ārik-dēn-ili va ser rei d'Assíria potser entre els anys 1320 aC/1310 aC i 1300 aC/1290 aC. Segons la Llista dels reis d'Assíria va ser fill i successor de Enlilnirari.
A les inscripcions que es conserven d'ell és anomenat sempre "Rei poderós". Després d'haver lluitat amb el rei Nazimaruttaix de Babilònia va fer la pau amb aquell país i els dos estats es van repartir el territori en conflicte sense que se sàpiga qui en va sortir beneficiat. A la meitat d'un text del seu regnat esmenta una expedició al país de Nitgimkhi, de situació desconeguda però que pel context sembla que estava situat a l'est del Tigris, on va fer la guerra amb carros i es va emportar les collitesi els ramats. També va derrotar les tribus dels turuqueus (turukku) i els kadmukhi, al nord i est, i els akhlamu, suteus i isauru a l'oest.
Segons la Llista el va succeir el seu fill Adadnirari I.